# Walter Mauny, 1. Baron Mauny

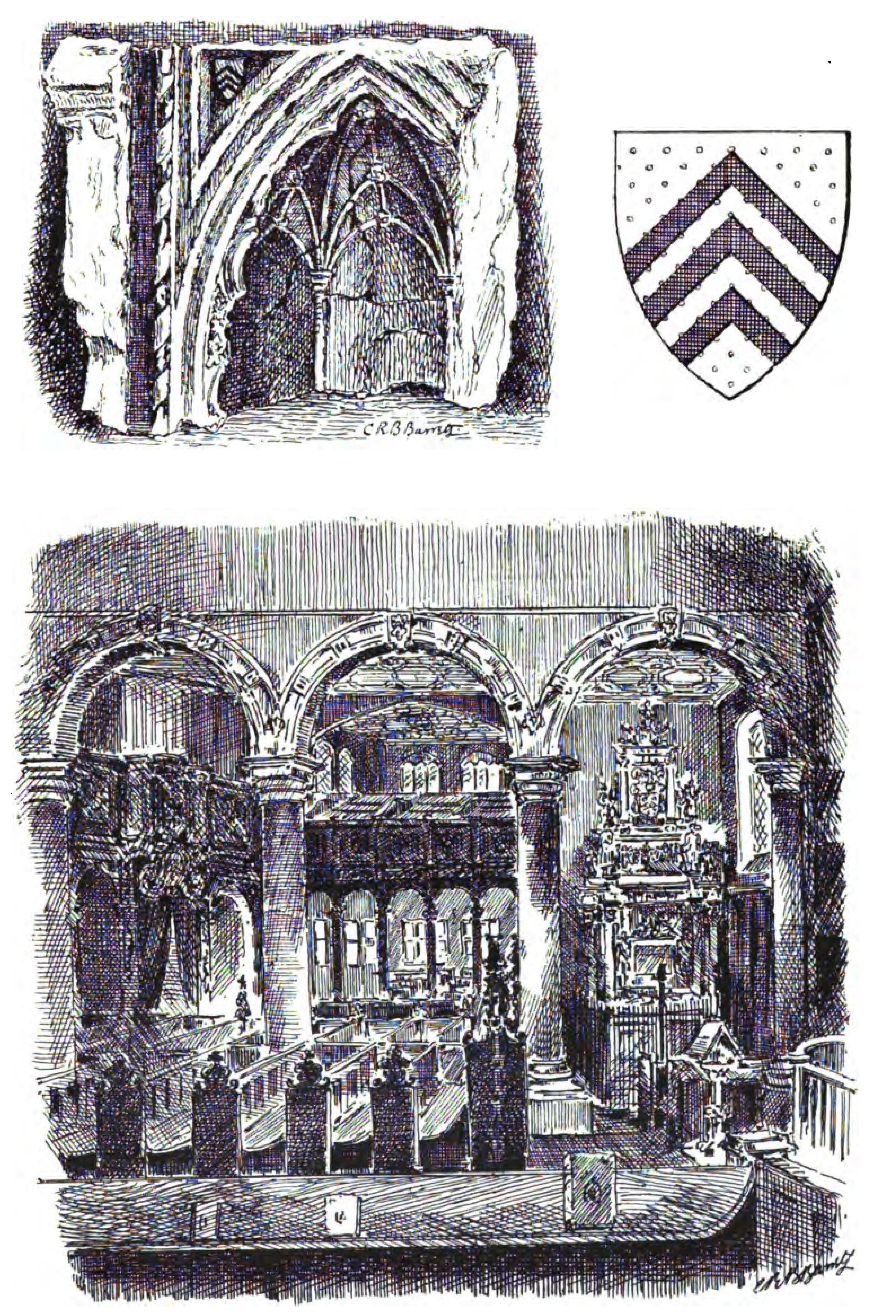
Zeichnung der Kapelle von London Charterhouse mit Maunys Wappenschild und den Resten von seinem Grab, 1895

Walter Mauny, 1. Baron Mauny KG (auch de Mauny oder Manny) (* um 1310; † 14. oder 15. Januar 1372 in Great Chesterford) war ein aus den Niederlanden stammender Ritter, der in England als Militär und Diplomat diente. Während der ersten Phase des Hundertjährigen Kriegs gehörte er zu den führenden Militärs auf englischer Seite. Er stiftete das London Charterhouse.

## Herkunft
Walter Mauny stammte aus der Grafschaft Hennegau, die zu seiner Zeit zum Heiligen Römischen Reich gehörte. Er war der vierte der fünf Söhne von Jean le Borgne, dem Herrn von Masny, und von dessen Frau Jeanne de Jenlain. Zusammen mit seinen Brüdern wurde Walter vermutlich im Haushalt von Jean de Beaumont, dem Bruder von Graf Wilhelm I. von Hennegau erzogen. Im Dezember 1327 kam Walter als Page im Gefolge von Philippa of Hainault, der Tochter des Grafen, nach England, als diese den englischen König Eduard III. heiratete.

## Aufstieg am englischen Königshof
Am englischen Königshof stieg Mauny rasch zum Aufseher über die Windhunde der Königin auf. Auf Befehl des Königs wurde er 1331 zum Ritter (Knight Bachelor) geschlagen, dazu erhielt er eine stattliche Pension. Im August 1332 gehörte er als königlicher Ritter der kleinen Armee der sogenannten Enterbten an, die unter Führung von Edward Balliol und Henry Beaumont in Schottland einfiel, was als klares Zeichen gilt, dass Eduard III. die Invasion der Enterbten in Schottland billigte. Mauny nahm an der Schlacht von Dupplin Moor teil und konnte im November 1332 in einem Gefecht an der Roxburgh Bridge John Crab, den berühmten, in schottischen Diensten stehenden flämischen Piraten und Ingenieur gefangen nehmen. Mauny konnte Crab später an Eduard III. für 1000 Mark weiter verkaufen. Im nächsten Jahr gehörte Mauny der englischen Armee an, die erneut in Schottland einfiel. Nachdem er 1333 an der Belagerung von Berwick teilgenommen hatte, gehörte er dem Heer an, mit dem Eduard III. im Winter von 1334 bis 1335 ohne nennenswerte Erfolge nach Roxburgh vorstieß. Für den erfolglosen Sommerfeldzug, bei dem der König von Juli bis August erfolglos bis nach Perth vorstieß, rekrutierte Mauny in Südwales Rekruten. Mauny nahm an diesem Feldzug teil, ebenso gehörte er dem Heer, mit dem Eduard III. von Juni bis September 1336 in einem eindrucksvollen Zug nach Nordostschottland vordrang und dabei Aberdeen zerstörte. In den Feldzügen erwarb Mauny sich nach Jean Le Bel durch seine Kühnheit die Bewunderung des Königs, doch sonst ist über seine Rolle wenig bekannt, außer dass er bei dem letzten Feldzug zeitweise als Standartenträger des Königs diente. Durch die Gunst des Königs kam Mauny aber zu wachsendem Wohlstand und Einfluss, denn der König ernannte ihn im Dezember 1332 lebenslang zum Verwalter von Harlech Castle und zum Sheriff von Merionethshire, obwohl er offenbar nie die Region besuchte, geschweige denn das Amt selbst ausübte. In den nächsten Jahren wurden ihm in Nordwestwales noch weitere Ämter übertragen, so dass er dort nahezu umfassende Vollmachten wie ein Vizekönig besaß. Dazu übergab ihm der König 1335 große Teile des Besitzes von David Strathbogie in Buckinghamshire und Norfolk, nachdem dieser im Kampf gegen die Schotten gefallen war. Auch Thomas of Brotherton, 1. Earl of Norfolk, ein Onkel des Königs, förderte Mauny. Er gewährte ihm eine Pension und ernannte ihn zum Marshal of the King’s Marshalsea Court.

## Militär während des Hundertjährigen Kriegs

### Ernennung zum Admiral und Angriff auf Cadzand
Als im August 1337 der Hundertjährige Krieg zwischen England und Frankreich begann, wurde Mauny zum Admiral of the North ernannt. Damit war er für die Verteidigung aller ostenglischen Häfen zwischen der Themsemündung im Süden und Berwick im Norden verantwortlich. Dazu gab ihm der König das Kommando über die Vorhut des Expeditionsheeres, mit dem er in den Niederlanden landen wollte. Dazu sollte er mit seinen Schiffen die Frachtschiffe eskortieren, die englische Wolle zum Verkauf in die Niederlande bringen sollten. Durch den Verkauf dieser Wolle sollte der Feldzug nach Frankreich finanziert werden. Anfang November 1337 brach Mauny daraufhin mit einer Flotte von 85 Schiffen mit 1450 Soldaten, 2200 Seeleuten, einer Reihe bedeutender Kaufleute sowie mit Bischof Henry Burghersh von Lincoln und drei weiteren königlichen Räten auf. Auf dem Weg nach Holland griff die Flotte überraschend den flämischen Hafen Sluis an, wurde jedoch zurückgeschlagen. Am 9. November landete die Flotte daraufhin auf der nahe gelegenen Insel Cadzand. Mehrere Tage lang plünderten die Engländer die Insel und töteten dabei zahlreiche Einwohner. Daraufhin landete eine flämische Armee unter dem Kommando von Guy, einem Halbbruder von Graf Ludwig I. von Flandern, um die Invasoren zu vertreiben. In der blutigen Schlacht von Cadzand wurden die Flamen geschlagen und Guy gefangen genommen. Mauny selbst konnte mehrere Gefangene machen, für die er £ 8000 Lösegeld erhielt. Seine Armee hatte jedoch in der Schlacht hohe Verluste erlitten, und militärisch blieb die Besetzung von Cadzand ohne Bedeutung. Er verließ die Insel wenig später, brachte die mit Wolle beladenen Schiffe Ende November 1337 nach Dordrecht und kehrte kurz darauf nach England zurück.

### Rolle im Feldzug von 1338 bis 1339
Als Admiral war Mauny hauptverantwortlich dafür, eine Flotte zusammenzubringen, mit der das Heer von Eduard III. im Juli 1338 nach Brabant übersetzen konnte. Er selbst nahm mit einem Gefolge von zehn Rittern, 33 Knappen und 50 Bogenschützen an dem Feldzug teil. Auch zwei seiner Brüder aus dem Hennegau beteiligten sich mit ihrem Gefolge an dem Feldzug. Nach der Überfahrt der Truppen wurde Mauny als Admiral abgelöst. Von Brabant reiste der König allerdings zunächst nach Deutschland, um Verbündete zu gewinnen. Der Feldzug nach Frankreich begann deshalb nach langer Verzögerung erst im September 1339. Mauny wollte sich nun unbedingt im Kampf hervortun. Während der König mit seiner Armee von Valenciennes nach Cambrai marschierte, unternahm er mit 50 Mann einen Raubzug gegen die unbefestigte Stadt Mortagne. Mauny ließ die Stadt plündern und teilweise niederbrennen, bevor er sich wieder zurückzog. Als der König am 20. September 1339 mit der Belagerung von Cambrai begann, bestach Mauny den Kommandanten der nahegelegenen Burg von Thun-l’Évêque, die er so erobern konnte. Während der nächsten zwei Monate nahm Mauny an dem zerstörerischen Raubzug des englischen Heeres durch das Cambrésis und das Thiérache teil. Noch in der letzten Nacht des Raubzugs, am 22. Oktober 1339, führte Mauny kleine Gruppen von Spähern gegen die französischen Linien bei Buironfosse. Sie töteten Wachposten und griffen kleinere Gruppen von französischen Soldaten an, ehe sich am nächsten Tag das englische Heer nach Norden zurückzog und auflöste. Nach dem Ende der Belagerung wurde am 11. November einer von Maunys Brüdern, der in der Nähe von Cambrai gefangen genommen wurde, von wütenden Bürgern gelyncht, als er in die Stadt gebracht wurde.

### Rolle im Feldzug von 1340
1340 nahm Mauny am zweiten Feldzug von Eduard III. in die Niederlande teil, dabei kämpfte er am 24. Juni in der Seeschlacht von Sluis. Während die englische Armee vom 26. Juli bis zum 25. September 1340 vergeblich Tournai belagerte, unternahm Mauny eine Reihe von zerstörerischen Raubzügen in die Städte und Dörfer des Tournaisis und der angrenzenden Regionen, bei denen er reiche Beute machte. Als der König die Belagerung wegen Geldmangel abbrechen musste, gehörte Mauny zu den Vertrauten von Eduard III., als dieser unter demütigenden Umständen von seinen Gläubigern in Gent festgehalten wurde. Dem in höchster Not sich befindenden König lieh Mauny etwa £ 4000. Er gehörte zu den acht Begleitern des Königs, als dieser aus Gent flüchtete und in einem kleinen Boot aus den Niederlanden flüchtete. Auf See nahm sie ein Schiff auf, das sie nach England brachte. Am 30. November 1340 gehörte Mauny zu dem kleinen Gefolge des Königs, als dieser ohne Vorankündigung mit dem Boot am Wassertor des Tower of London landete und seine Minister mitten in der Nacht für sein Scheitern verantwortlich machte.

### Rolle im Bretonischen Erbfolgekrieg
Im Oktober 1341 ernannten Eduard III. Mauny zusammen mit Robert d’Artois zum Kommandanten der englischen Armee, die im Bretonischen Erbfolgekrieg Johann von Montfort gegen den französischen Anwärter Karl von Blois unterstützen sollte. Dieser Plan wurde im Februar 1342 geändert, als der König nicht eine, sondern innerhalb von vier Monaten drei englische Armeen in die Bretagne senden wollte. Mauny wurde zum alleinigen Kommandanten der ersten dieser Armeen ernannt, die als Vorhut die Landung der anderen beiden Armeen decken sollte. Da er jedoch zunächst nicht genügend Schiffe für die Überfahrt seiner Truppen erhielt, erreichte Mauny erst Anfang Mai und damit sechs Wochen später als geplant Brest. Er hatte mit 34 men-at-arms und etwa 200 berittenen Bogenschützen nur die Hälfte der Truppen erhalten, die ursprünglich geplant waren. Zu dieser Zeit hatte Karl von Blois bereits den Großteil der Bretagne erobert und die Anhänger von Johann von Montfort zurückgedrängt. Maunys einziger nennenswerter Erfolg war ein Raubzug nach Finistère, wo er Hervé de Léon, den Stellvertreter von Karl von Blois in der Bretagne und andere wertvolle Gefangene machen konnte. Auch wenn der Chronist Jean Le Bel in einem dramatischen, doch nicht wirklichkeitsgetreuen Bericht die Erfolge von Mauny beschreibt, war dessen Expedition ein Misserfolg. Etwa Ende Juni 1342 schloss er mit Vertretern von Karl von Blois einen Waffenstillstand und kehrte nach England zurück. Eduard III. war über den Abschluss des Waffenstillstands, den er sofort für ungültig erklärte, verärgert. Zwar behielt Mauny die Gunst des Königs, doch erhielt er nie wieder ein eigenständiges Kommando.
Im Oktober 1342 kehrte Mauny mit dem von Eduard III. befehligten englischen Hauptheer in die Bretagne zurück. Er erhielt den gefährlichen Auftrag, die Befestigungen von Vannes zu erkunden, und nahm an der folgenden Belagerung der Stadt teil, die jedoch im Januar 1343 abgebrochen werden musste.

### Feldzug nach Südwestfrankreich, Gefangennahme und Rolle bei der Belagerung von Calais

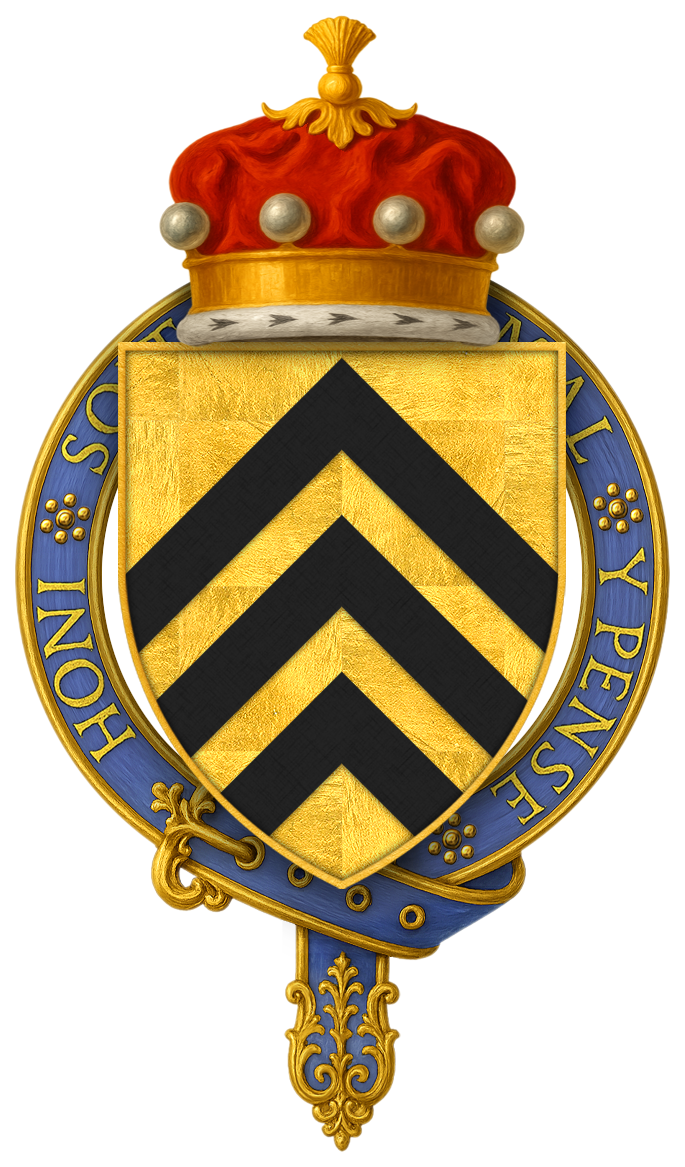
Wappen von Walter Mauny als Ritter des Hosenbandordens

Im August 1345 gehörte Mauny zusammen mit dem Earl of Pembroke und James Audley zu den Unterführern der Armee, mit der Henry of Grosmont in der Gascogne landete, die damals im Besitz der englischen Könige war. Die Engländer griffen französische Stellungen im Périgord und an der Garonne an und schlugen die Franzosen bei Bergerac und in der Schlacht von Auberoche. Der erfolgreiche Feldzug sicherte die englische Herrschaft im Südwesten Frankreichs. Im eroberten La Réole fand Mauny das Grab seines Vaters, der mehr als 20 Jahre zuvor auf der Rückreise von einer Pilgerreise nach Santiago de Compostela ermordet worden war. Den Leichnam seines Vaters ließ er in die Franziskanerniederlassung von Valenciennes im Hennegau überführen, wo er endgültig beigesetzt wurde. 1346 gehörte Mauny zu den Kommandanten von Aiguillon, als die Stadt vier Monate lang von Herzog Johann von der Normandie belagert wurde. Mauny führte mehrere riskante Ausfälle aus der Stadt an, und als der Herzog am 20. August 1346 die Belagerung schließlich abbrach, war Mauny der Führer der Truppen, die als erste das aufgegebene Lager der Belagerer plünderten. Der Herzog hatte Mauny freies Geleit zugesagt, weil Mauny einem seiner Freunde das Lösegeld erlassen hatte. Mit dieser Zusage brach Mauny Ende August 1346 mit 20 Begleitern von Südwestfrankreich auf, um sich dem in Nordfrankreich eingefallenen Heer des englischen Königs anzuschließen. Trotz der Zusage des Freien Geleits wurde er bei Saint-Jean-d’Angély gefangen genommen. Als Henry of Grosmont von der Gefangennahme erfuhr, zog er gegen die Stadt und konnte sie am 22. September erobern. Mauny war jedoch bereits zuvor mit zwei Begleitern aus der Haft entkommen. Bei Orléans wurde er Anfang Oktober erneut gefangen genommen und nach Paris gebracht, wo er im Louvre inhaftiert wurde. Als Eduard III. davon erfuhr, ließ er die Haftbedingungen von gefangenen Franzosen verschärfen. Mauny wurde daraufhin wenig später freigelassen und konnte sich dem englischen Heer anschließen, dass nun Calais belagerte. Bei der langen Belagerung spielte er eine wichtige Rolle. Im Juli 1347 gehörten insgesamt 326 Soldaten zu seinem Gefolge, darunter 19 Ritter und 91 Knappen. Damit hatte er nach dem König, dem Prince of Wales und den Earls of Lancaster und Warwick das größte Gefolge im englischen Heer. Ende Juli 1347 gehörte er der Delegation an, die kurzzeitig mit den Kommandanten des französischen Heeres verhandelten, das zum Entsatz der Stadt aufgeboten worden war. Als diese Verhandlungen scheiterten und die Franzosen den Entsatzversuch der Stadt aufgaben, bat die Garnison von Calais, mit Mauny über die Übergabe der Stadt zu verhandeln. Als der König die Verteidiger hinrichten lassen wollte, setzte er sich offen zugunsten der Verteidiger ein, die letztlich vom König begnadigt wurden.

### Dienst als Diplomat und Verwalter
Nach 1347 diente Mauny dem König nicht mehr nur als Militär, sondern zunehmend auch als Verwalter, Richter und Diplomat. Er gehörte in England mehreren Gerichtsausschüssen an, dazu wurde er Mitglied des Kronrats. Ab 1348 wurde er zu jedem Parlament geladen, so dass er als Baron Mauny gilt. Er gehörte regelmäßig dem Ausschuss an, der Petitionen entgegennahm. Aufgrund seiner Herkunft aus Brabant, wo er immer noch Kontakte hatte, hatte er erheblichen Einfluss auf die Beziehungen zu den Niederlanden. Er gehörte den englischen Gesandtschaften an, die im November und Dezember 1348 mit Gesandten aus Frankreich und Flandern in Calais und in Dünkirchen verhandelten. Im März 1349 war er wieder englischer Gesandter bei Verhandlungen mit französischen Gesandten in Guînes. 1351 versuchte er im Auftrag von Eduard III. im Hennegau erfolglos, den Haken-und-Kabeljau-Krieg zwischen der Kaiserinwitwe und Gräfin Margarethe von Hennegau und ihrem Sohn Wilhelm von Holland zu beenden.

### Kämpfe in den 1350er Jahren und Rolle am Königshof
Die militärische Karriere von Mauny nach 1347 ist weniger gut dokumentiert. Offenbar nahm er auch nicht mehr an so vielen Feldzügen wie zuvor teil. Nach Angaben des Chronisten Froissart nahm er am 2. Januar 1350 mit Eduard III. an einer Schlacht vor den Toren von Calais und am 29. August 1350 an der Seeschlacht von Winchelsea teil, doch für die Angaben gibt es keine weiteren Belege. Mit Sicherheit nahm Mauny aber an den Raubzügen teil, die die Engländer im Sommer 1351 von Calais aus in die Picardie und in das Boulonnais unternahmen. In den nächsten Jahren nahm Mauny aber nur an Feldzügen teil, die vom König selbst geleitet wurden und an denen er aufgrund seines Ranges am Königshof dann teilnehmen musste. 1355 begleitete er den König bei einem Zug ins Artois und in die Picardie. Nach seiner Rückkehr diente er im November 1355 als Sprecher des Königs bei der Eröffnung des Parlaments. Dabei unterrichtete er die Parlamentsmitglieder von den diplomatischen und militärischen Ereignissen der letzten achtzehn Monate. Anfang 1356 befehligte Mauny die Vorhut der englischen Armee, die Berwick von den Schotten zurückerobern sollte. Er organisierte eine kurze, aber energische Belagerung der Stadt, woraufhin die schottische Garnison nach wenigen Tagen kapitulieren musste. An dem großen Feldzug des Prince of Wales in Frankreich in dem Jahr nahm er dagegen nicht teil. Er soll sich mit dem König beraten haben, als diesen die Nachricht vom Sieg der Engländer in der Schlacht von Poitiers und der Gefangennahme des französischen Königs Johann II., des früheren Herzogs der Normandie erreichte.
Nachdem die Versuche von Eduard III. gescheitert waren, einen Waffenstillstand mit dem gefangenen französischen König auszuhandeln, sandte er Mauny im Frühjahr 1359 in die Niederlande, um dort Truppen für einen großen Feldzug nach Frankreich zu werben, mit dem die Engländer die Franzosen endgültig besiegen wollten. Mauny gelang es, im Hennegau und den angrenzenden Fürstentümern geschätzte 1500 Soldaten zu rekrutieren, die er im Herbst 1359 nach Calais führte. Dort meuterten die Soldaten jedoch und richteten erhebliche Verwüstungen in der Stadt an, als sie auf die Ankunft der englischen Armee warteten. Als die englische Armee endlich in Calais eintraf, nahm der König vor Beginn des Feldzugs Mauny in den Hosenbandorden auf. Anschließend begleitete Mauny den König bei der vergeblichen Belagerung von Reims von Dezember 1359 bis Januar 1360 und bei der folgenden Chevauchée im Osten und Süden von Paris. Mauny selbst befehligte Vorstöße in die Vororte der französischen Hauptstadt. Aufgrund seiner diplomatischen Erfahrungen und wegen seiner guten Kontakte zu den Franzosen gehörte er dann der englischen Delegation an, die den im Mai 1360 vereinbarten Friede von Brétigny aushandelte. Im Oktober 1360 bezeugte er die Bestätigung des Friedens durch den englischen König in Calais. Als der französische König Johann II. am 1. November frei gelassen wurde, beschenkte er Mauny und drei weitere Ritter des Haushalts von Eduard III. mit großzügigen Geschenken. Nach dem Abschluss des Friedensvertrags gehörte Mauny weiter zum engeren Gefolge von Eduard III., abgesehen von 1361, als er eine Wallfahrt nach Santiago de Compostela machte, und 1364, als er sich längere Zeit im Hennegau aufhielt. In den 1360er Jahren hatte er zunehmend engeren Kontakt zu John of Gaunt, dem dritten Sohn des Königs. Als es 1369 wieder zum Krieg mit Frankreich kam, begleitete der etwa 60-jährige Mauny als Ratgeber John of Gaunt bei dessen Verwüstungsfeldzug in die Picardie.

## Sonstiges

### Erbe im Hennegau und Heirat mit Margaret Marshal
Mauny war durch die Beute der Plünderungen und durch die Lösegelder seiner Gefangenen ein reicher Mann geworden. Im Hennegau hatte er von seiner Mutter die Herrschaft Jenlain südlich von Valenciennes geerbt. Als er 1340 zusammen mit Graf Wilhelm II. von Hennegau zu den Belagerern von Tournai gehört hatte, hatte ihn der Graf mit Wasnes belehnt. Nachdem seine älteren Brüder 1345 in der Schlacht von Warns getötet worden waren, erbte er schließlich die Familienbesitzungen bei Masny mit mehreren Burgen. Der englische König belohnte seine Dienste mit Besitzungen in Calais und in der Gascogne. Ende 1353 oder Anfang 1354 hatte Masny die verwitwete Margaret Marshal geheiratet, die Tochter seines alten Lehnsherrn Thomas of Brotherton. Margaret war eine Cousine des Königs und eine reiche Erbin, doch mit der Heirat zogen sie sich zeitweise den Unmut des Königs zu, den sie nicht um Erlaubnis zur Heirat gebeten hatten. Das Erbe von Margaret Marshal war dazu umstritten, so dass Mauny zahlreiche Prozesse führen musste, um es zu erhalten.

### Gründung von London Charterhouse
In seinen letzten beiden Lebensjahren setzte Mauny die Idee einer Klostergründung um, die er schon seit längerem verfolgt hatte. Bereits 1349 hatte er vom St Bartholomew’s Hospital ein Grundstück nördlich der Stadtmauer des Londoner Stadtteils Smithfield gepachtet. Mauny plante zeitweise, dort ein Kollegiatstift zu gründen, doch das Grundstück wurde zunächst als Friedhof für Opfer der Pestepidemie ab 1349 genutzt. Deshalb ließ Mauny dort eine kleine Kapelle errichten. Bischof Michael Northburgh von London, der zuvor Lord Keeper of the Privy Seal am Königshof gewesen war, schlug Mauny dann die Gründung einer Kartause vor, an der er sich ebenfalls beteiligen wollte. Northburgh starb 1361, und in seinem Testament stiftete er £ 2000 für die Gründung der Kartause. Nach längeren Verhandlungen mit Northburghs Testamentsvollstreckern und dem Generalkapitel der Kartäuser in England kaufte Mauny im November 1370 das Grundstück vom St Bartholomew’s Hospital und gründete am 28. März 1371 London Charterhouse. Die Friedhofskapelle wurde zur ersten Kapelle des Klosters, und wenig später begann der Bau der Konventgebäude. Beim Tod Maunys war die Anlage noch im Bau.

### Tod, Beisetzung und Erbe
Mauny starb in Great Chesterford, einem Gut, das zum Besitz seiner Frau gehörte. Bei seinem Tod schuldeten ihm mehrere Schuldner zusammen etwa £ 7500. Dazu besaß er Grundbesitz im Hennegau, in achtzehn englischen Grafschaften, in Calais, Schottland und den Welsh Marches sowie zwei Handelsschiffe. In seinem am 30. November 1371 aufgesetzten Testament stiftete er eine erhebliche Geldsumme für seine Gründung London Charterhouse. Er wünschte, in einer schlichten Trauerfeier in der Kapelle seiner Gründung beigesetzt zu werden, wobei sein Grab aber aus Alabaster gefertigt und sein Wappen und eine Figur von ihm als Ritter zeigen sollte. Dennoch wurde er dann in einem aufwändigen Begräbnis beigesetzt, an dem der König, seine in England sich aufhaltenden Söhne und zahlreiche weitere Adlige und Prälaten teilnahmen. Aber auch zahlreiche Arme nahmen an dem Begräbnis teil, weil sie seinem Testament gemäß dann je einen Penny erhalten sollten. Maunys Frau Margaret überlebte ihn. Mit ihr hatte er eine Tochter, die seine Erbin wurde:
- Anne Mauny (1355–1384)[9]  ⚭ John Hastings, 2. Earl of Pembroke

## Nachwirkung
Mauny gilt als typischer Militär seiner Zeit. Er kämpfte tapfer und mutig, wobei er sich an die ritterlichen Gepflogenheiten hielt. Wegen seiner spektakulären Kämpfe wurde er sowohl von englischer wie französischer Seite geachtet und bewundert. Durch die Lösegelder der Gefangenen, die er machte, und durch die bei den Plünderungen gemachte Beute wurde er ein reicher Mann. Allein durch die Gefangenen, die er zwischen 1337 und 1340 machte, erhielt er £ 11.000 als Lösegeld. Dabei waren seine Taten zwar spektakulär, doch strategisch meist ohne Nutzen. Teils gefährdeten sie sogar den Erfolg der Feldzüge. Maunys Versuch, möglichst prominente Gefangene zu machen, verdeutlichte die bereits früher gemachte Beobachtung von Geoffroy de Charny, dass dies militärisch eher negative Folgen hätte. Deshalb gilt Mauny heute trotz seiner zeitgenössischen Popularität als eher schlechter Truppenführer ohne großes strategisches Geschick. Seinen Ruhm verdankt er dazu vor allem dem ebenfalls aus dem Hennegau stammenden Chronisten Jean Froissart. Dieser war zu Beginn der 1360er Jahre in England, wo ihm Mauny ausführlich von seinen Taten berichtete und ihn dazu großzügig beschenkte.